# ピアノソナタ ロ短調 (リヒャルト・シュトラウス)

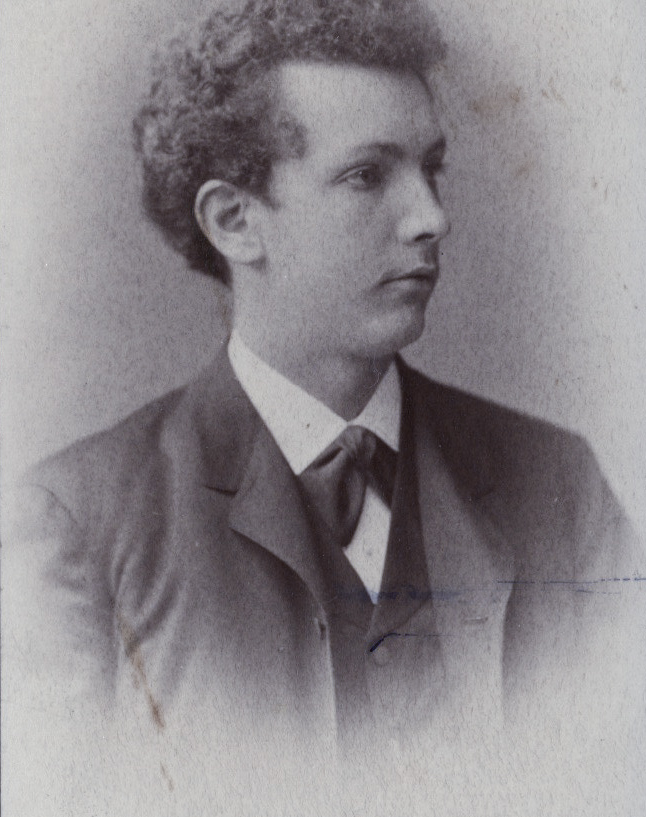
リヒャルト・シュトラウス、1886年。本作を作曲してから4年後の姿。

ピアノソナタ ロ短調 作品5 は、リヒャルト・シュトラウスが作曲したピアノソナタ。まだ10代であった作曲者がロマン派の枠組みの中で書きあげている。この作品の初録音はグレン・グールドが遺した最後の録音であった。

## 概要
若きリヒャルト・シュトラウスは数多くのピアノ曲を作曲した。ピアノソナタの作曲には複数回挑戦してきていたが、1880年終わりから1881年初めにかけて書かれた本作が唯一の見るべき作品であり、また唯一出版されることになったピアノソナタである。曲は友人のヨーゼフ・ギールへと献呈された。高度なピアノの技術を有していたシュトラウスであったが、オペラや交響詩を手掛けるようになるとピアノ独奏曲からは遠ざかってしまうことになる。
初期のシュトラウス作品にはメンデルスゾーンの影響がみられることが多く、さらに本作からは古典派の形式感を守ろうという意識が窺われる。形式に拘泥するあまり曲中の反復回数が増加しており、「無味乾燥」、感情が不足するといった批判にさらされることもある。一方、第3楽章スケルツォなどでは後のシュトラウス作品を想起させるような瞬間をみせる。本作はこうした形式感と後期ロマン派流の表現の相克をみせている。

## 楽曲構成
4つの楽章から構成される。演奏時間は約24分半。

### 第1楽章
Allegro molto Appassionato 4/4拍子 ロ短調
ソナタ形式。ベートーヴェンの交響曲第5番の「運命」モチーフを想起させるような短-短-短-長の4音からなる主題で幕を開ける（譜例1）。ラリー・トッドは次のように述べている。
第1楽章ではベートーヴェンの第5交響曲の有名な4音の冒頭モチーフが流用されている。第1楽章はこのモチーフで相当に満たされており、主題以外にも提示部の経過や結尾にも姿を現す。さらに展開部の大部分がこのモチーフの扱いに割かれており、楽章の終わりの数小節ではベートーヴェンの第1楽章の終結部を長調に転じたものを耳にすることになる。
譜例1
第2主題はニ長調で提示される（譜例2）。
譜例2
提示部に繰り返しは設けられておらず、展開部に入るとトッドが指摘するように4音のモチーフを強調しながら進んでいく。再現部では第2主題はロ長調で再現され、最後にはピウ・アレグロへと加速してロ長調にて結ばれる。

### 第2楽章
Adagio Cantabile 3/8拍子 ホ長調
三部形式。第2楽章以降はメンデルスゾーンの影響がより前面に表れるようになり、特に第2楽章についてトッドは事実上のメンデルスゾーン流「無言歌」であると述べている。抒情的な魅力を湛えるこの楽章は、譜例3の主題によって開始する。
譜例3
キース・アンダーソンはホ短調の中間部の主題がメンデルスゾーン風であると指摘する（譜例4）。
譜例4
やがて譜例3が回帰し、クライマックスを形成すると静まりつつ閉じられる。

### 第3楽章
Scherzo Presto – Trio Un poco più lento 2/4拍子 嬰ヘ短調
スケルツォ。ABABAの形をとる。メンデルスゾーンの影響はこの楽章にも否定しがたく刻まれている。スケルツォ部は狭い音域を急速に動き回る音型による（譜例5）。
譜例5
トリオはイ長調に転じ、速度を落として簡素な旋律が奏でられる（譜例6）。規模は小さく、スケルツォへと戻っていく。
譜例6
2度目のトリオは譜例6と同じ旋律によるものだが、調性は嬰ヘ長調となっている。2度目も簡潔に終えてスケルツォへの回帰を果たし、そのまま楽章の最後へと向かう。

### 第4楽章
Finale, Allegretto vivo 6/8拍子 ロ短調
ソナタ形式。冒頭から譜例7の第1主題が奏でられる。次いで主題は左手に移り、右手は華やかな装飾を施していく。
譜例7
3オクターヴほどの音域を下降する特徴的な経過の後に第2主題が姿を現す（譜例8）。
譜例8
精力的な結尾をおいて先ほどの下降音型が出されて展開へ入っていく。譜例8に続いて譜例7がそれぞれカノン風に展開される。やがて同じ下降音型が挿入されて主題の再現を導く。譜例7は再現途中でロ長調に転じ、そのまま譜例8の再現へと進んでいく。曲の最後にはカデンツァ風のパッセージが華を添え、勢いもそのままに堂々と完結する。

## 録音史
本作の録音で最も知られるものは、初録音となったグレン・グールドによる音源である。この録音は1982年9月1日から3日にかけてニューヨークで製作された。